# أليكس كلاي
أليكس كلاي (بالإنجليزية: Alex Clay)‏ (11 أبريل 1992 هنتسفيل الولايات المتحدة - ) هو لاعب كرة قدم أمريكي يلعب كلاعب وسط.